# Aleksander Jurich
Aleksander August Jurich (také Alex; 23. listopadu 1880, Humala, okres Harju – 1945, Německo) byl estonský fotograf a umělec.

## Životopis
Vystudoval střední školu v Tallinnu v roce 1901. Pracoval v Tallinnu jako úspěšný malíř ve svém ateliéru na ulici Pikal. Jedním z jeho zvláštních zájmů bylo fotografování a kreslení herců. Zachytil herce Činoherního divadla, Estonského divadla a Divadla Činoherního studia ve scénických kostýmech. Své profesionální dovednosti jako umělec získal v roce 1912; v letech 1915-1916 v ateliéru Brasche v Berlíně v oboru malířství a v letech 1915-1916 v ateliéru Augusta Weizenberga v oboru sochařství. Studoval grafiku u umělců Albu a Gustava Mootseových. Jezdil na sebezdokonalovací cesty do Anglie, Německa, Holandska, Itálie, Francie a Afriky.

## Stvoření
Jurich vytvořil olejomalby, pastelové portréty, uhle a perokresby.
Byl členem Svazu estonských umělců. Jeho díla byly představeny a výstavě umění EKL v roce 1925 a na výstavách společnosti Organiseerimatud. Jeho práce byla také vystavena v Tallinnu v roce 1927.

## Galerie

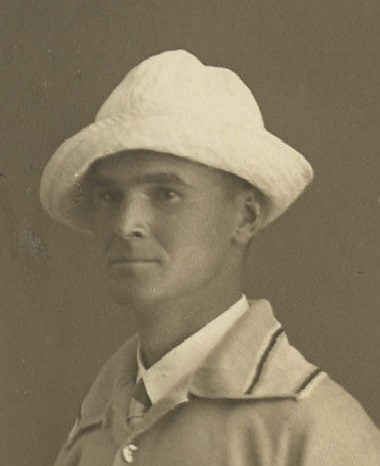
Georg Faehlmann 1928
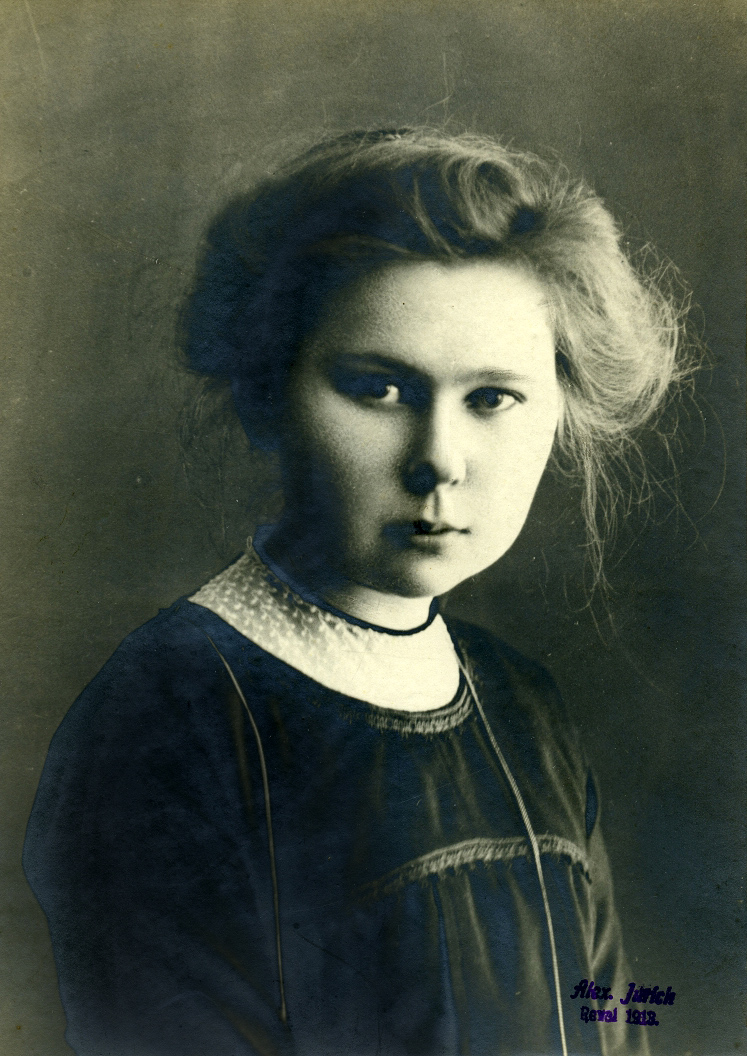
Hilda Dresen 1913
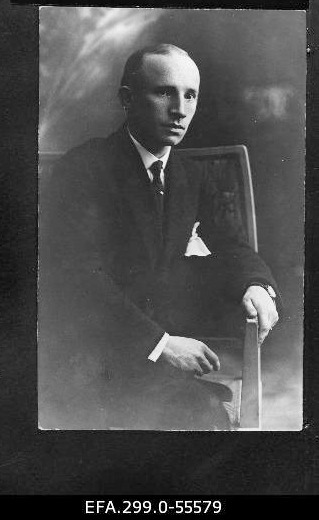
Balduin Kusbock, 1924
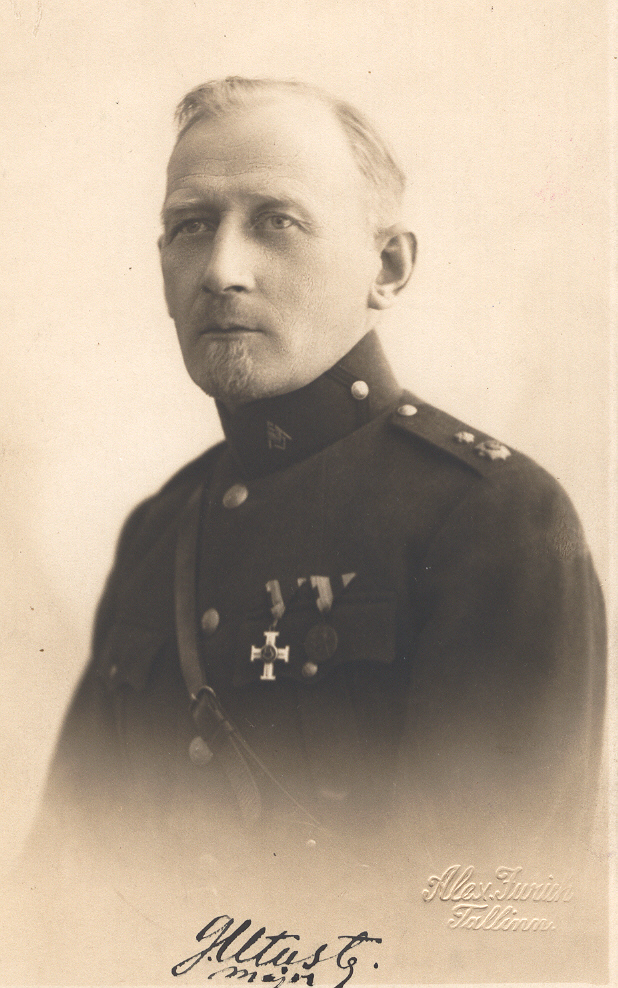
Major Gustav Utuste 1929
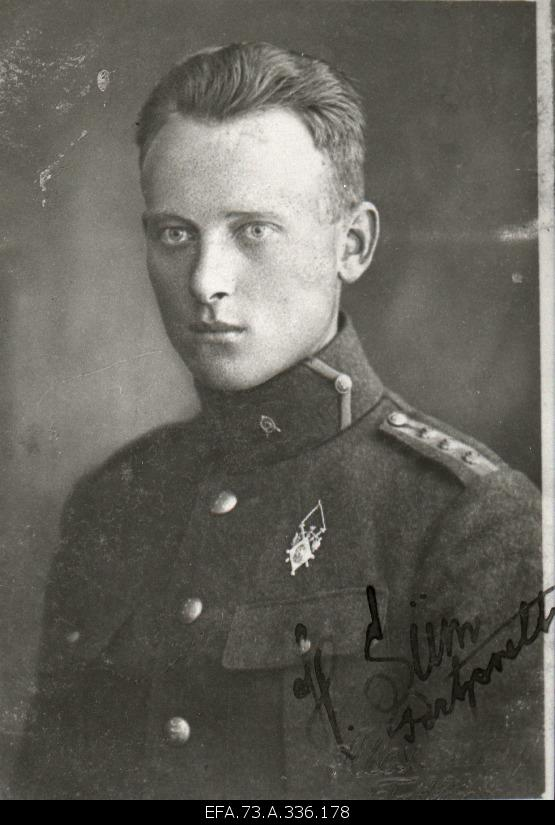
Hugo Siim
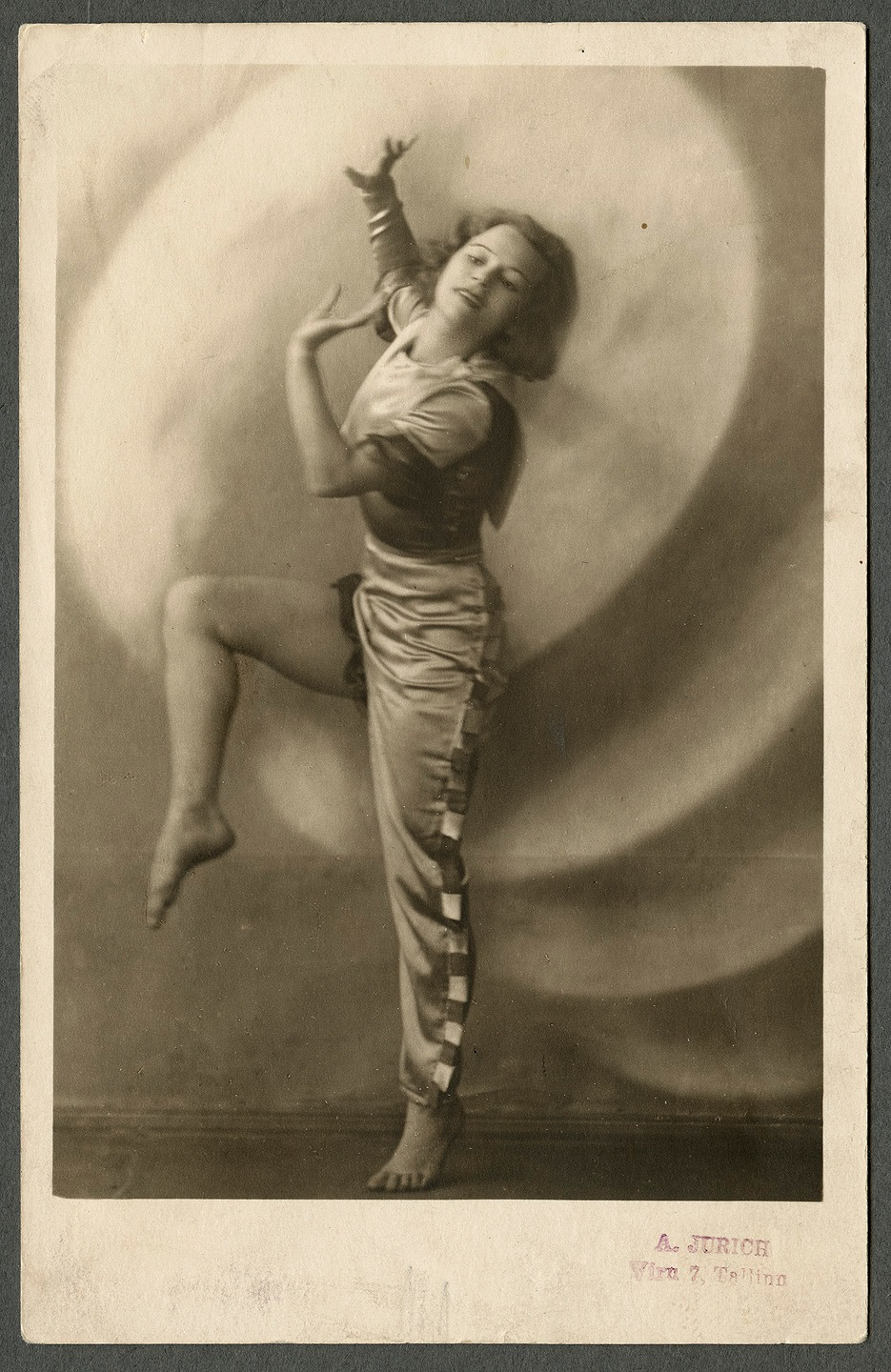
Salme Reek 1933
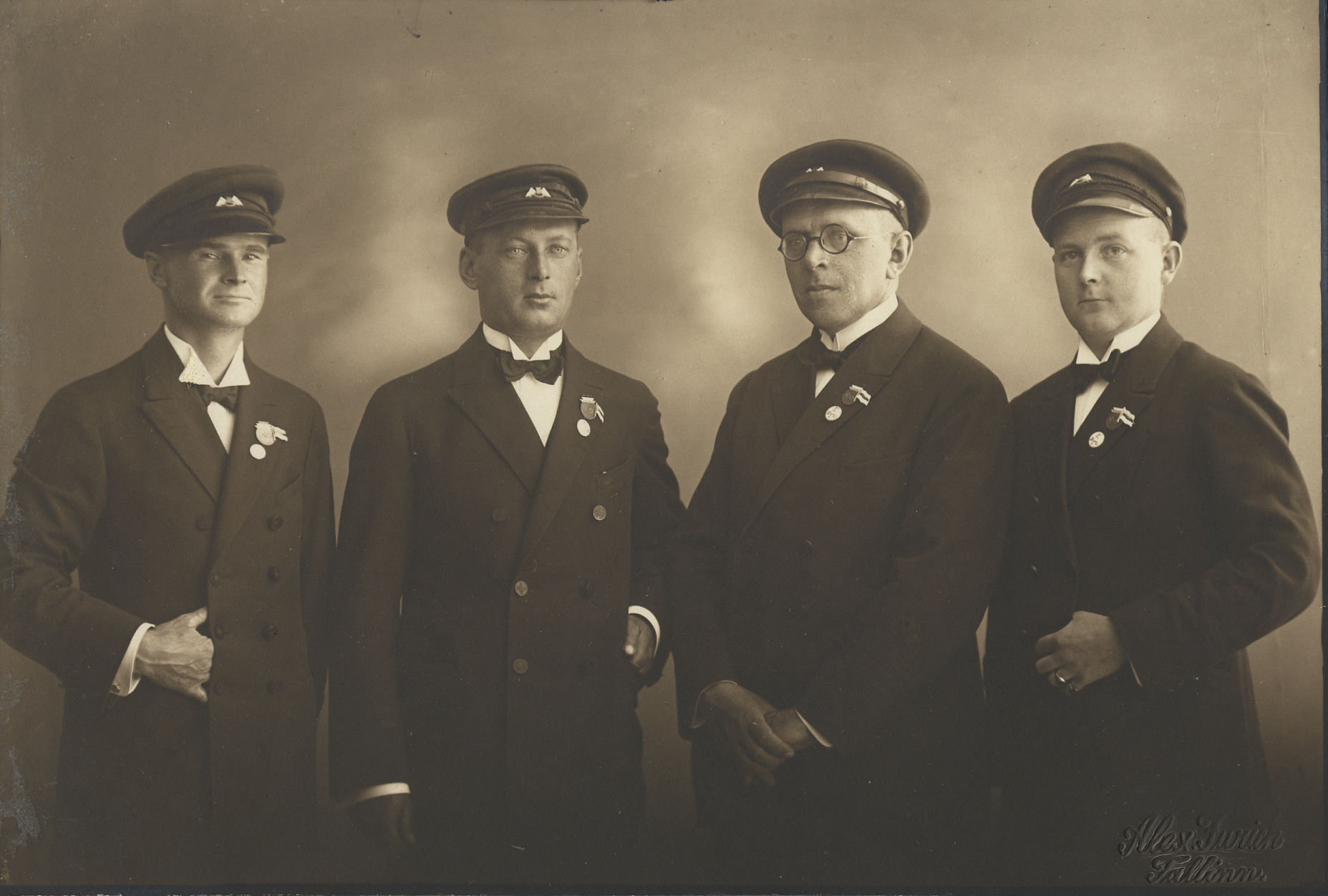
Tutti V meeskond, 1928
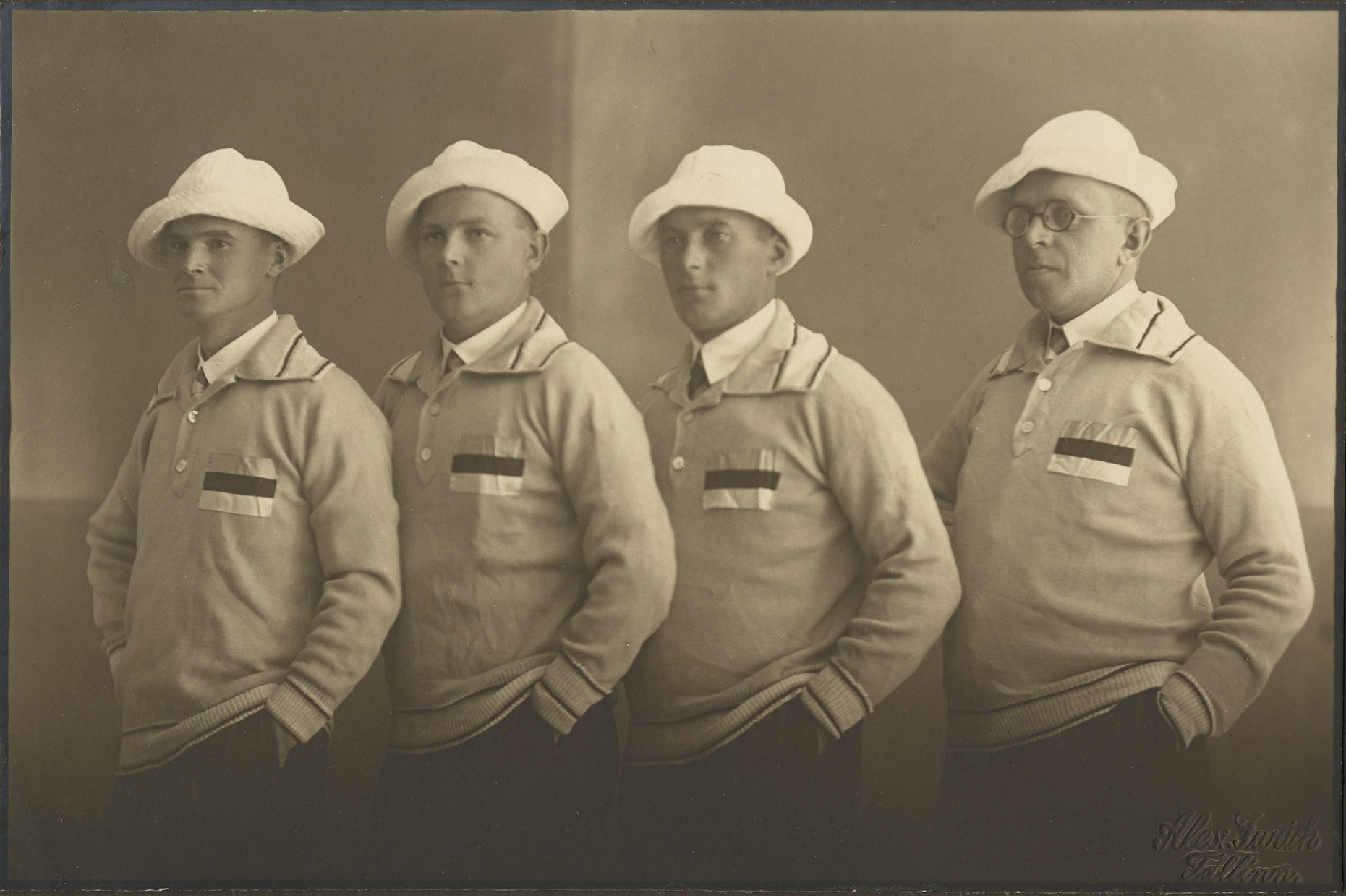
Tutti V meeskond, 1928